# Matsuichthys
Matsuichthys is een monotypisch geslacht van straalvinnige vissen uit de familie van glaskopvissen (Platytroctidae).

## Soort
- Matsuichthys aequipinnis (Matsui & Rosenblatt, 1987)